# 朝日山 (佐賀県)
朝日山（あさひやま）は、佐賀県鳥栖市村田町にある標高132.9メートルの山。九千部山麓の地溝状低地を北に挟み、平地に孤立している。結晶片岩による基盤が長年の侵食によりなだらかになり、段丘状の小山として残ったものである。山からは筑後川水系の西田川が発し、南に向かって流れている。
古代から交通の要衝にあり狼煙台や城塞（朝日山城）などが築かれ、しばしば戦場となった。現在は朝日山公園として整備されている他、麓にはブリヂストンがゴルフ場を開設している。

## 歴史

### 古代
鳥栖市では古墳時代後期の群集墳が市内各地で見られ、朝日山でも2基が確認されている。また、肥前国風土記には「烽一所」とあり、狼煙台が在ったことがわかる。頂上にある平坦地が烽台跡とされていて、東は基山（基山町）、西は日の隈山（神埼市）に続いていた。

### 中世
中世になると北九州は少弐氏・大内氏による攻防の舞台となり、朝日山には1334年（建武元年）少弐氏の庶流朝日資法が城を築き初代城主となった（朝日山城）。その後も朝日氏が代々城主を務めたが、8代頼貫が享禄年間に討ち死に（大内義興との戦いで戦死したとも、大内氏に服属したものの田手畷の戦いで討たれたとも伝わる）し、朝日山城は一時大内氏の代官が治めた。しかし、田手畷の戦いで勝利した少弐氏が大内氏の勢力を追い出すと、此の頃大内から少弐側に寝返った渋川義長が城に入ったが、1532年（天文3年）には反攻してきた大内氏に破れ討たれた。その後は勝尾城を本拠とする筑紫氏が支城として整備改修するが、1586年（天正14年）に北上してきた島津軍に敗れ、城は廃された。
なお、山名については、江戸期の書物「肥前古跡縁起」に以下の記述がある。

### 近代
江戸時代では鍋島藩の御狩場であり、幕末の頃には積極的に西洋技術を取り入れた鍋島藩の洋式調練場としても利用された。明治以降では、1874年（明治7年）の佐賀の乱で、佐賀軍が陣を敷いて攻め寄せる官軍を迎え撃ったほか、1902年（明治35年）の特別大演習、1916年（大正5年）の陸軍大演習で、それぞれ天皇がこの山から演習の視察をおこなっている。

### 現代
朝日山城は曲輪や堀切、土塁、馬洗池の跡などが残り、典型的な中世山城として往時の面影を留めている。山全体が朝日山公園として整備され、朝日山宮地嶽神社が鎮座する本丸は鳥栖・久留米市街や耳納連山、九千部山の山並みまで見渡すことが出来る観光スポットとなっている。また、桜の名所でもあり、シーズンには多くの花見客で賑わう。
290段の階段を含む遊歩道では、サガン鳥栖が春季トレーニングでクロスカントリーを行い、地獄のトレーニングとして話題となった。

## 伝説
朝日山には「ウシどん」という天を衝くような大男が天秤棒で山を運んでいた際に、天秤棒が折れたために落とした二つの山の一つで、もう一つは花立山（小郡市）になったという伝説がある。なお、花立山も朝日山同様に烽火台があったことから、この「ウシ」は「牛」ではなく、古代の貴人に対する尊称「大人（ウシ）」で、古代の迅速な通信手段を巨人の営みに例えたものと考えられている。同様の伝説は花立山にもあるが、こちらは山を落としたのは英彦山の権現様となっている。

## 周辺の主な施設
- 九州新幹線・長崎本線新鳥栖駅
- 国道34号
- 佐賀県道31号佐賀川久保鳥栖線
- 陸上自衛隊鳥栖分屯地
- 九州龍谷短期大学